# 天主教博科教區
天主教博科教區 （拉丁語：Diocesis Gbokensis）是尼日利亞一個羅馬天主教教區，屬阿布賈總教區。
2012年12月29日升為教區。。2012年有教友896,860人（佔轄區人口53.1%）、卅四個堂區、八十名司鐸。現任教區主教為威廉·阿文亞。